# Echinoderes remanei
Echinoderes remanei är en djurart som tillhör fylumet pansarmaskar, och som först beskrevs av Blake 1930.  Echinoderes remanei ingår i släktet Echinoderes och familjen Echinoderidae. Inga underarter finns listade i Catalogue of Life.